# Transformers: Prime – The Game
Transformers: Prime - The Game es un videojuego brawler basado en la serie animada Transformers: Prime, a su vez basada en la franquicia Transformers. Fue desarrollado por Now Production y publicado por Activision para Wii, Wii U, Nintendo 3DS y Nintendo DS. La historia principal del juego ve a los Autobot en la Tierra, conocidos como "Team Prime" y consisten en Optimus Prime, Arcee, Bulkhead, Bumblebee y Ratchet, junto con sus compañeros humanos Jack Darby, Miko Nakadai y Rafael " Raf" Esquivel, una vez más enfrentándose a sus rivales, los Decepticons, liderados por Megatron, e intentando evitar que liberen a un antiguo y poderoso Transformer conocido como Thunderwing.

## Jugabilidad
Se ha descrito que el juego contiene "combate estilo brawler y diversas secuencias de conducción". Hay una función multijugador, tanto cooperativa como competitiva. Los modos competitivos incluyen Brawl, Energon Match y Emblem Battle, y hasta 2 jugadores pueden jugar al mismo tiempo, con 2 personajes adicionales controlados por AI; Varios jugadores no pueden seleccionar el mismo personaje, incluidas las IA. La versión de Wii del juego presentaba controles de movimiento, mientras que Nintendo Wii U, 3DS y Nintendo DS presentaban entrada táctil.
El Modo Historia del juego presenta 13 etapas, cada una con un número variable de segmentos. Aunque solo los personajes Autobot se pueden jugar en este modo, al progresar se desbloquean los personajes Decepticon para el modo multijugador. Hay un total de 11 personajes jugables: los Autobots Optimus Prime, Arcee, Bulkhead, Bumblebee y Ratchet, y los Decepticons Megatron, Starscream, Soundwave, Airachnid, Knock Out, y Dreadwing. Los artefactos Cybertronianos, reliquias que se asemejan al Spark Extractor de la serie de televisión, están ocultos alrededor de los niveles del modo historia y desbloquean obras de arte en la galería una vez encontradas.

## Trama
Los Decepticons interceptan un misterioso meteoro compuesto enteramente de Dark Energon que se acerca a la Tierra, y lo anclan a su buque insignia, el Nemesis. Los Autobots llegan para frustrar sus planes y Optimus logra destruir la maquinaria que une el asteroide, antes de enfrentarse a Megatron en una pelea uno a uno. Durante la batalla, se produce una enorme erupción de poder en el meteoro, que se rompe en numerosos pedazos, separando a los Autobots. Megatron ordena a sus secuaces que los persigan, mientras Ratchet, Jack, Miko y Raf rastrean a sus camaradas desaparecidos y se separan, usando su Puente Terrestre para viajar a varios lugares de la Tierra donde aterrizaron.
Arcee se despierta en una fábrica en las afueras de Jasper, Nevada, donde se encuentra con Airachnid y su enjambre de Insecticon, que han secuestrado a Jack. Aunque salva a Jack después de una persecución, Airachnid logra escapar. En otra parte, Miko encuentra a Bulkhead en un templo subterráneo en el desierto, momentos antes de que Starscream también los encuentre. Después de escapar del templo que se derrumba, Bulkhead se abre camino a través de Vehicons y finalmente derrota a Starscream en unas ruinas antiguas, aunque luego escapa con Miko. Mientras tanto, Bumblebee se encuentra hecho prisionero en una mina Decepticon Energon, hasta que llega Raf y lo libera. Luego, la pareja sale de la mina, luchando contra Vehicons y Knock Out, pero Raf es secuestrado en el proceso. Al mismo tiempo, Ratchet encuentra a Optimus junto a un trozo del meteoro que sostiene al enorme Thunderwing, un antiguo Cybertroniano y discípulo de Unicron, cuyo único propósito es destruir el Autobot Matrix of Leadership. Optimus lucha brevemente y debilita a Thunderwing, antes de que lleguen los Decepticons, lo que obliga a Optimus y Ratchet a huir. Mientras que el primero puede escapar a través de un puente terrestre, Ratchet es capturado por los Decepticons, quienes también recuperan Thunderwing. A cambio de su libertad y Matrix, Megatron le pide a Thunderwing que le jure lealtad. Después de que Thunderwing acepta el trato a regañadientes, Megatron obliga a Ratchet a arreglarlo y comienza una búsqueda de piezas de tecnología Cybertroniana esparcidas por la Tierra, necesarias para restaurar Thunderwing a su máxima potencia.
Los Autobots se concentran en salvar a Miko, Raf y Ratchet, y envían a Bumblebee y Arcee a investigar la presencia de Decepticon en un cañón. Se encuentran y persiguen a Dreadwing, quien finalmente es derrotado y enterrado bajo unas rocas por Bumblebee. Luego descubre que Dreadwing estaba buscando uno de los componentes de Thunderwing, que Soundwave roba antes de que los Autobots puedan reclamarlo. En otra parte, Optimus y Bulkhead se encuentran con Megatron y Starscream en unas ruinas, quienes están buscando otro de los componentes de Thunderwing. Megatron se escapa después de una pelea con Optimus, quien lo persigue, pero finalmente es atraído a una trampa enterrada bajo unas rocas. Poco después, Bulkhead, después de haber tomado como rehén a Starscream, se infiltra en Nemesis a través de Ground Bridge, creando una distracción que permite a Ratchet escapar. Después de rescatar a Miko y Raf, el trío se abre camino hasta la sala de control de la nave, donde Ratchet derrota a Soundwave y lo ahuyenta. Luego, puede informar a los otros Autobots de su paradero, por lo que Arcee y Bumblebee llegan a Nemesis a través de Ground Bridge y derrotan a Airachnid y Knock Out, respectivamente. Mientras tanto, Bulkhead es llevado a una emboscada por Starscream, pero sobrevive y derrota a Starscream, ahuyentándolo. Después de que Megatron y Starscream restauran a Thunderwing a su máximo poder, él los traiciona, alegando que su lealtad pertenece solo a Unicron, y se va para destruir la Matriz de Liderazgo, dañando a "Némesis" en el proceso, mientras los Autobots escapan.
Con Optimus aún desaparecido, los Autobots rastrean a Thunderwing hasta una llanura volcánica activa de Dark Energon y se dirigen allí para enfrentarlo, pero son atacados por Megatron. Optimus luego llega a través de Ground Bridge y derrota a Megatron, antes de que Thunderwing aparezca para destruir la Matriz de Liderazgo en posesión de Optimus, aparentemente matando a Megatron en el proceso. Mientras Optimus lucha contra Thunderwing, Arcee y Jack llegan con un dispositivo experimental creado por Ratchet, que debilita a Thunderwing lo suficiente como para que Optimus lo derrote usando el poder de Matrix, lo que lo envía a hundirse en un charco de lava que lo destruye para siempre. Luego, Optimus pronuncia un monólogo y promete continuar protegiendo la Tierra de los Decepticons y cualquier otra amenaza futura.

## Desarrollo y marketing
El arte de Transformers: Prime – The Game se presentó en la Feria del Juguete de Nueva York de 2012 en febrero. Un tráiler debut fue lanzado poco después, en marzo. Un segundo tráiler, que muestra escenas del juego, fue revelado al público dos meses después, en mayo. La mayoría de las voces del programa repiten sus roles en el juego, excepto Tony Todd, quien fue reemplazado por Fred Tatasciore como Dreadwing, y Robin Atkin Downes da voz a Thunderwing.

## Recepción
El juego recibió críticas bastante positivas según el sitio web agregador de reseñas Metacritic.